# Ricardo Prado
Ricardo Prado (Andradina, 3 gennaio 1965) è un ex nuotatore brasiliano.

## Biografia
Specializzato nei misti, ha vinto la medaglia d'argento nei 400 m alle Olimpiadi di Los Angeles 1984. Ha vinto medaglie anche in altri stili: dorso e farfalla. 
Ai mondiali 1982 ha vinto la gara dei 400 m misti, stabilendo il primato mondiale.
Dopo il ritiro ha conseguito due lauree negli Stati Uniti, presso la Southern Methodist University.
Nel 2003, a 38 anni, è sopravvissuto a un infarto.

## Curiosità
- Durante l'attività agonistica la sua portavoce era Astrid Fontenelle, divenuta poi un noto volto televisivo brasiliano.

## Palmarès
- Giochi olimpici

Los Angeles 1984: argento nei 400 m misti.
- Mondiali

1982 - Guayaquil: oro nei 400 m misti.
- Giochi PanPacifici

1985 - Tokyo: oro nei 400 m misti e bronzo nei 200 m farfalla.
- Giochi panamericani

1983 - Caracas: oro nei 200 m e 400 m misti, argento nei 200 m dorso e nei 200 m farfalla.
1987 - Indianapolis: argento nei 200 m dorso, bronzo nei 200 m misti e nella staffetta 4x100 m misti.